# قره‌تپه (شبستر)
قره‌تپه یکی از روستاهای استان آذربایجان شرقی است که در دهستان گونی غربی در ۵ کیلومتری بخش تسوج و ۳۸ کیلومتری شهرستان شبستر واقع شده‌است. این روستا از شمال به بخش تسوج از جنوب به دریاچه ارومیه از شرق به روستای شیخ ولی و از غرب به قلعه مراغوش محدود می‌شود.
در گذشته دور کاروان‌هایی که از تبریز به سلماس و ترکیه رفت‌وآمد داشتند از داخل روستا عبور می‌کرده‌اند؛ که بنا به گفته تاریخ نویسان این همان جاده‌ای است که یکی از رشته‌های فرعی جاده ابریشم بوده که در بین اهالی به جاده استانبول معروف است.
در طول جنگ جهانی اول و دوم، نیروهای روسیه بارها از این جاده رفت‌وآمد می‌کردند. در این مسیر قهوه‌خانه‌هایی وجود داشت که غذای گرم برای کاروانیان مهیا ساخته و در کنار آن اصطبل‌هایی برای مراکب ساخته شده بود.
یکی از کهن‌ترین آثار بازمانده از ساکنان قدیم منطقه ارونق و انزاب کول تپه هاست که در سراسر شمال دریاچه ارومیه بر سر راه جاده ابریشم یا راه تبریز-طرابوزان در امتداد یکدیگر قرار گرفته‌اند. بقایای این قلعه‌ها یا آتشکده‌ها در نزدیکی قره تپه وجود دارد.
این قلعه‌ها در سر راه آسیای صغیر و عثمانی قرار داشته‌اند که در نتیجه حوادث متعدد تاریخی به صورت ویرانه و تل خاکی درآمده‌اند.
احمد سلیمی در کتاب «نگاهی به تاریخ و جغرافیای شبستر، تسوج و صوفیان» می‌نویسد: تپه‌های خاکستری که در بیشتر نقاط آذربایجان در پیرامون دریاچه ارومیه دیده می‌شود، و تعداد آن‌ها به ۶۴ تا می‌رسد و مردم محل همه به اتفاق این تپه‌ها را تپه‌های آتش پرستان می‌خوانند؛ ولی مورخین معتقدند که قبل از تولد زرتشت این تپه‌ها وجود داشته‌اند. این تپه‌ها که ارتفاع نسبی شان معمولاً از ۳۰ تا ۴۰ متر بیشتر نمی‌شود، شامل بقایای از فرهنگ مادی انسان‌هایی هستند که در هزاره‌های گذشته در آن‌ها زیسته‌اند. علت اصلی انتخاب چنین تپه‌هایی برای سکونت از طرف جماعت‌هایی که از غارها به دشت آمده بودند، بی‌گمان مسئله امنیتی و تدافعی بوده و از این روست که اغلب مساکن انسانی بر فراز تپه‌ها و در میان حصارها و باروهای دفاعی محصور بوده و غالباً به صورت دژ درمی‌آمده‌اند. در آذربایجان در اطراف دریاچه ارومیه ۵۰ تپه تاریخی کشف شده اما در تعداد کمی از آن‌ها حفاری‌های باستان‌شناسی به عمل آمده‌است.
با توجه به این موضوعات، به نظر می‌رسد نام این روستا از همین کول تپه‌ها گرفته شده باشد که «قره» به معنای سیاه (برگرفته از خاکسترهای سیاه رنگ این تپه) و «تپه» به سرزمینی گفته می‌شود که دارای پشته بلند برآمده از زمین باشد.